# Panzerhaubitze 2000
Le Panzerhaubitze 2000 (Obusier blindé modèle 2000), abrégé en PzH 2000, est un canon automoteur fabriqué par Krauss-Maffei-Wegmann. Il est en service en 2020 dans la Bundeswehr et dans les armées croate, grecque, italienne, néerlandaise, qatarienne, ukrainienne, hongroise et lituanienne.

## Historique

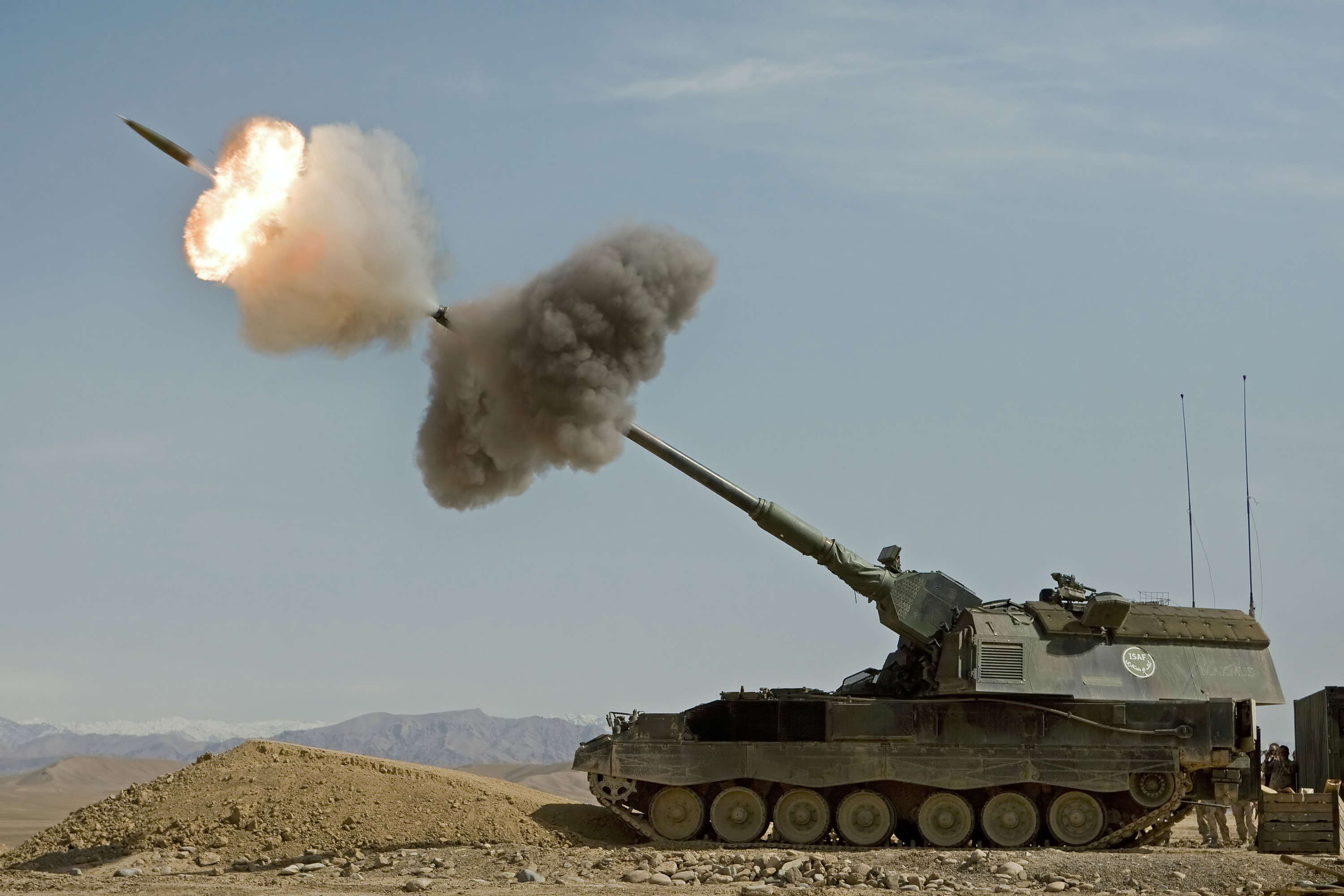
Un PzH 2000 néerlandais fait feu en Afghanistan, en 2009.

En 1986, après la fin de la coopération germano-italo-britannique sur l’obusier FH70, deux consortiums : MaK + Wegmann et Rheinmetall + Kuka + KraussMaffei développent un obusier national. En 1988, l'Allemagne de l'Ouest signe deux contrats avec ces consortiums pour le développement et la réalisation d’un démonstrateur. Le développement et la réalisation de quatre prototypes par le MOE Wegmann intervient en 1991. Leur évaluation est réalisée de 1994 à 1996. Enfin, le 14 mars 1996 est signé le contrat de construction du lot 1 (185 obusiers) avec MOE Wegmann. Les engins sont livrés de 1998 à 2002.
La première utilisation au combat a lieu durant la guerre d'Afghanistan sous les couleurs de l'armée de terre néerlandaise en août 2006. En juin 2010, la Bundeswehr en déploie trois pour son contingent rattaché à la Force internationale d'assistance et de sécurité à Kunduz ; ils sont utilisés au combat le 10 juillet 2010 pour fournir une couverture pour la récupération d'un véhicule endommagé. C'était la première fois de son histoire que la Bundeswehr utilisait l'artillerie lourde au combat.
Un accord est signé en 2020 entre l'Allemagne et les Pays-Bas pour une mise à jour à mi-vie de leurs PzH 2000. Un prototype doit être disponible en 2025. La mise à niveau concerne l'électronique de bord, la climatisation, l'alimentation en énergie, le système de vision notamment nocturne du conducteur, le blindage et le chargement des munitions.

## Armement
Une mitrailleuse MG3 de 7,62 mm et un canon de  52 calibres (longueur du tube : 8 m, frein de bouche compris) tirant des obus de 155 mm à une distance maximale de 30 km pour les obus standards et 56 km pour les obus-roquettes, avec une cadence de tir de neuf à dix coups en une minute dont les trois premiers en dix secondes ou 20 coups en 2 minutes et demie.
Le plancher sous la tourelle renferme un système de chargement automatique sous la forme d'un carrousel en étoile d'une capacité de 48 obus. Douze autres sont rangés verticalement entre le plancher rotatif de la tourelle et la paroi du compartiment moteur. Le carrousel peut être recomplété en munitions par deux soldats en douze minutes.
Les 288 charges, de type modulaire, sont façonnées et chargées manuellement par les pourvoyeurs. Elles sont entreposées dans trois compartiments blindés occupant la nuque de la tourelle, le toit, à cet endroit, étant recouvert de panneaux antidéflagrants.
Il est qualifié depuis octobre 2018 pour tirer l'obus M982 Excalibur guidé par GPS.
Un périscope de visée RTNL-80 est utilisé pour le pointage et l'identification des cibles.

## Équipage
Le Panzerhaubitze 2000 est un système d'armes hautement automatisé, mais la composante humaine reste un facteur vital pour la réussite des opérations. L'équipage est chargé d'atteindre la position de tir et de préparer le canon automoteur à l'action. Une fois la mission terminée, il faut également préparer le déplacement vers une autre position de tir. L'équipage est composé de cinq membres, ce qui est inférieur aux six à neuf soldats normalement requis pour faire fonctionner un système d'armement de cette envergure. Dans les situations d'urgence, le PzH 2000 peut toutefois être utilisé par trois soldats seulement.

### Geschützführer (GF) - Commandant
Le commandant surveille les activités de l'équipage, les communications et tire sur la cible. Sa place se trouve au fond à droite de la tourelle.
À sa droite se trouve son appareil de commande avec affichage sur écran. Il permet d'exécuter les ordres de tir, d'activer l'entrée des armes sur des valeurs de référence et d'afficher les valeurs Vo ainsi que la température actuelle du tube. Il permet également d'établir la communication avec la conduite de tir et de surveiller la navigation. Les données peuvent également être saisies manuellement. Toutes les données transmises ainsi que les données d'affichage (par ex. le stock de munitions, l'affichage des zones de pivotement) peuvent être appelées par le biais d'un menu. Le tireur surveille la visée indirecte du côté de la valeur. Le commandant dispose du viseur panoramique PERI RTNL-80,.

### Richtkanonier (RK) - Tireur
Le tireur surveille le système d'arme et est le remplaçant du chef de pièce. Son poste d'artilleur est situé à droite de la tourelle, devant le commandant. En cas de besoin, il peut diriger manuellement le système d'arme, en particulier lorsqu'il s'agit d'engagements directs dans le cadre de l'autodéfense. Pour ce faire, il est équipé du viseur PzF TN 80. Avec le deuxième chargeur (MK 2), il est également responsable du chargement. Il contrôle les fonctions à l'aide de l'unité de commande principale ainsi qu'avec l'unité de commande du tireur (pivotant devant le dispositif de pointage). Ce dernier affiche les valeurs de référence/de chargement, l'état général du système et les messages d'erreur. Il est également possible de contrôler ou de saisir les zones d'action et les valeurs de couverture. 
En outre, la touche de mise à feu pour le pointage indirect se trouve sur l'appareil de commande du tireur.
L'unité de commande principale est située sur le côté droit de la bride de la tourelle, entre le tireur et le commandant. Elle peut être commandée des deux côtés, possède beaucoup plus d'éléments de commande et d'affichage et est donc utilisée pour les opérations préparatoires et le contrôle du système d'armes. Il permet de sélectionner les niveaux et les modes de fonctionnement, de commander, entre autres, le système de contrôle interne, et de valider la procédure de mise à feu. Lors du pointage indirect, le commandant autorise la mise à feu,.

### Munitionskanonier 1 (MK1) - Chargeur numéro 1
Le premier chargeur (MK 1) surveille et commande le système pneumatique et assure la sécurité pendant la marche depuis sa trappe avec la mitrailleuse antiaérienne. Il dispose également d'une unité de commande ainsi qu'un dispositif pour le chargement (fixé à l'intérieur sur la porte arrière droite) ; surveille le déverrouillage, le fonctionnement manuel du transporteur de projectiles ainsi que l'interrupteur de sécurité du magasin. Sur son unité de commande principal, il contrôle le flux automatique des munitions et l'approche du bras de transfert des projectiles et de l'arme dans les différentes positions. Il surveille également la réserve du magasin et les valeurs de chargement pour la commande de tir correspondante. Sur la porte arrière gauche se trouve l'unité de commande de déclenchement des processus de chargement souhaités.
L'unité de commande "mode manuel" située sur le plafond de la caisse du magasin permet de démarrer le processus et de déployer ou de rétracter le rail de transport. Sur la paroi latérale gauche, sous le siège du deuxième chargeur, se trouve l'interrupteur de sécurité du magasin. Celui-ci indique si les passages sont libres,.

### Munitionskanonier 2 (MK2) - Chargeur numéro 2
Le deuxième chargeur (MK 2) surveille et actionne le chargeur automatique et en assure la fonction en cas de défaillance. Si nécessaire, il actionne les unités de commande du MK 1. Si la fonction de réglage automatique des fusées est désactivée, il est responsable du réglage manuel de celle-ci. Il est situé à l'arrière gauche de la tourelle,.

### Militärkraftfahrer (MKF) - Conducteur
Le conducteur manœuvre le Panzerhaubitze et est responsable du bon fonctionnement du moteur, du verrou de translation et de divers composants de la caisse. En outre, il assure le fonctionnement de l'APU de 1,9 kW. Le poste de conduite se trouve sur le côté droit de la caisse avant, à côté du moteur.

## Blindage
La tourelle et le châssis du véhicule sont en acier à blindage mécano-soudé dont l'épaisseur est suffisante pour stopper des balles perforantes-incendiaires de 14,5 mm et les éclats d’obus d’artillerie de 152 mm.
Éventuellement, le toit de la tourelle peut être recouvert par un blindage composite AMAP-R recouvert d'une multitude de pointes en caoutchouc d'une hauteur de 60 mm pour contrer les attaques verticales type bombelettes.

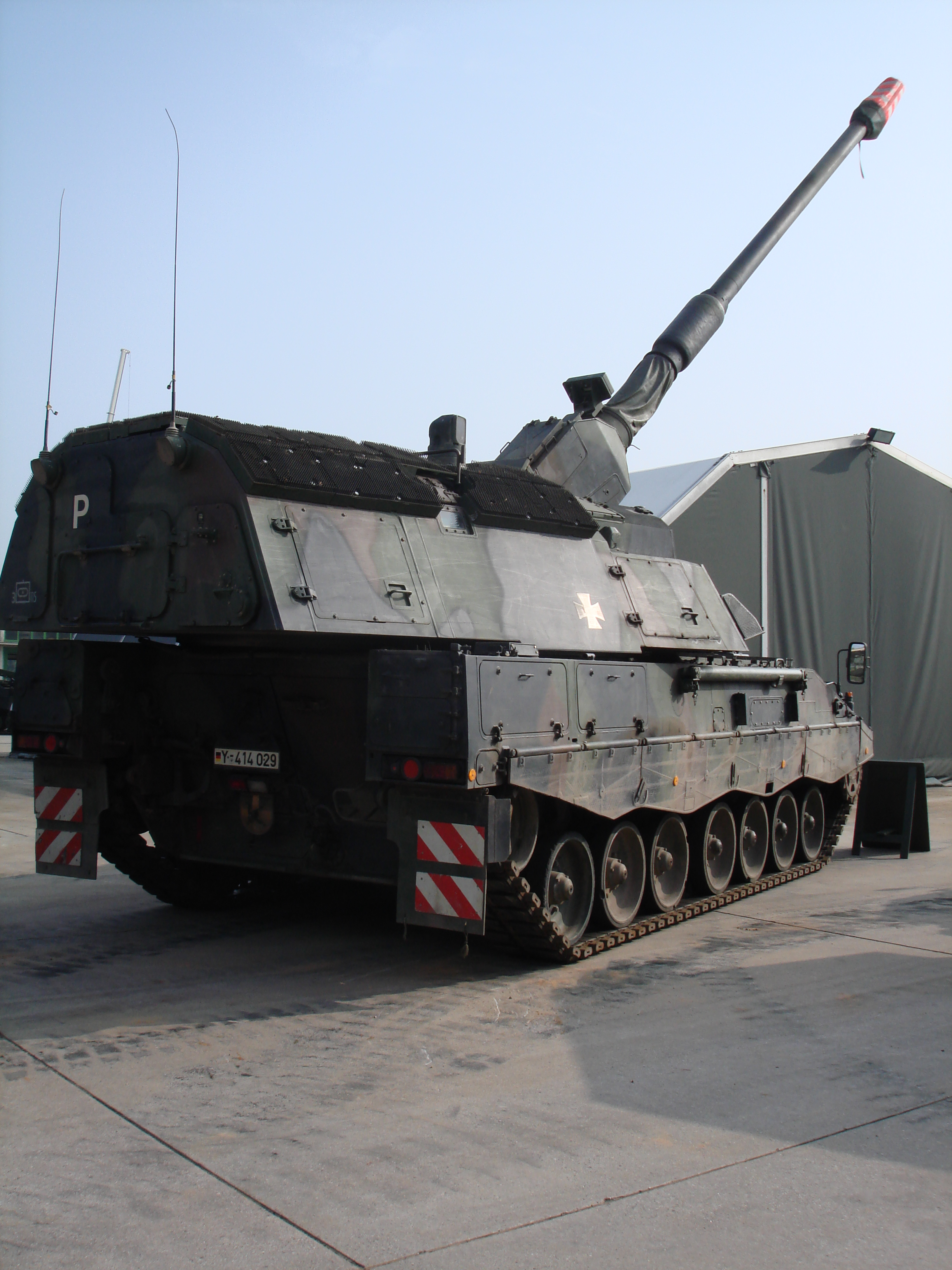
Protection du toit
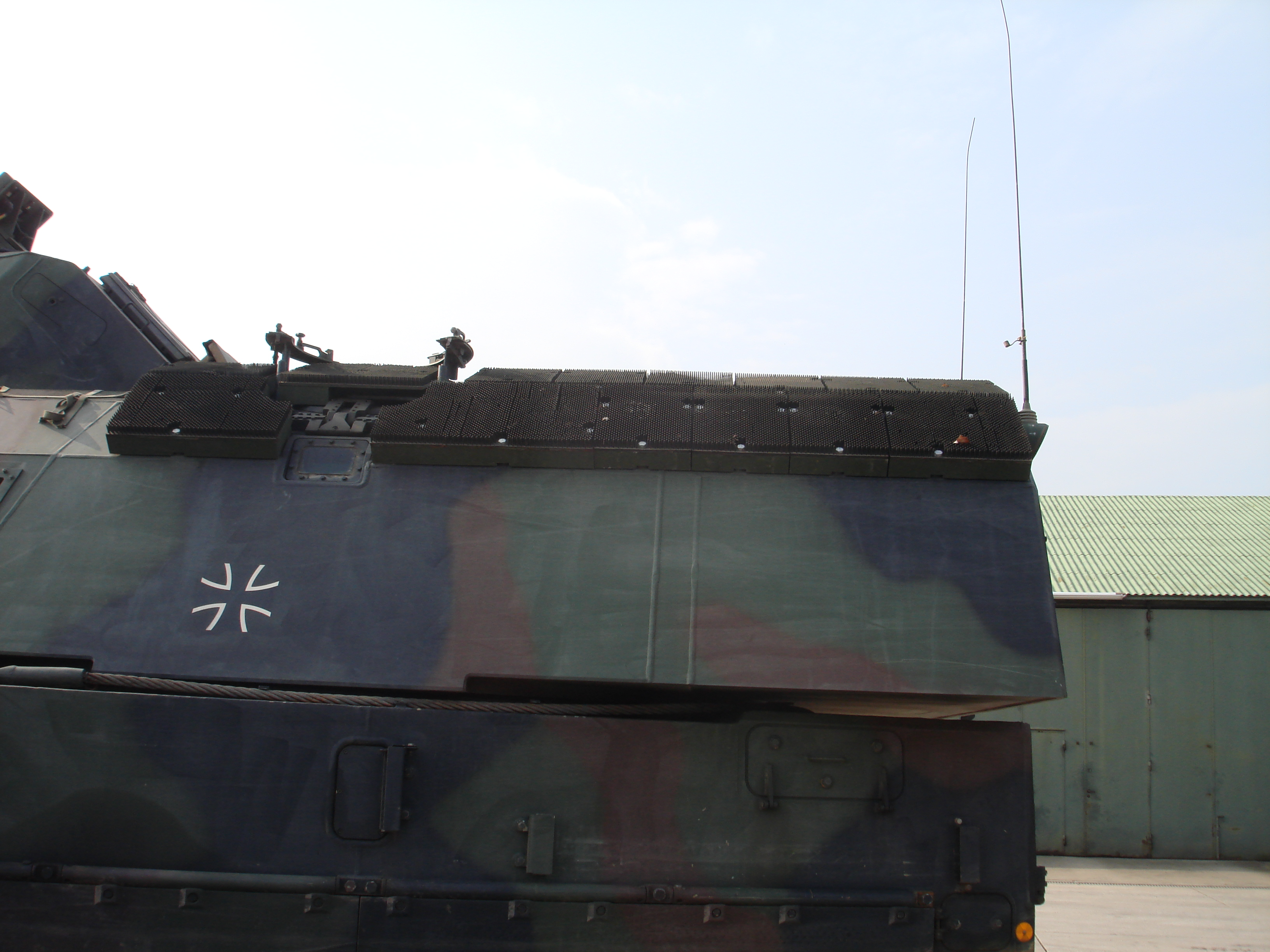
Protection du toit

## Principales caractéristiques

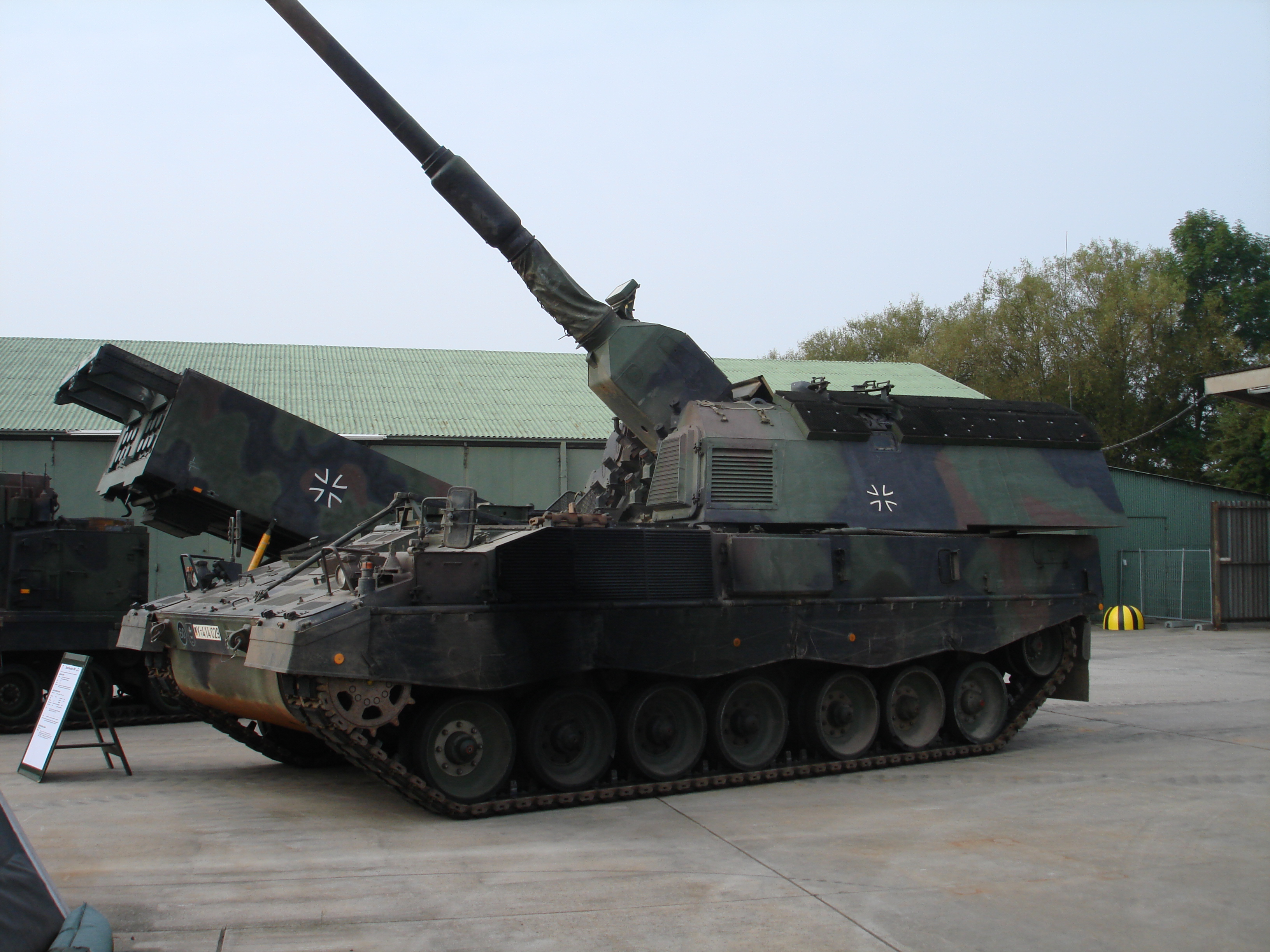
Pzh 2000

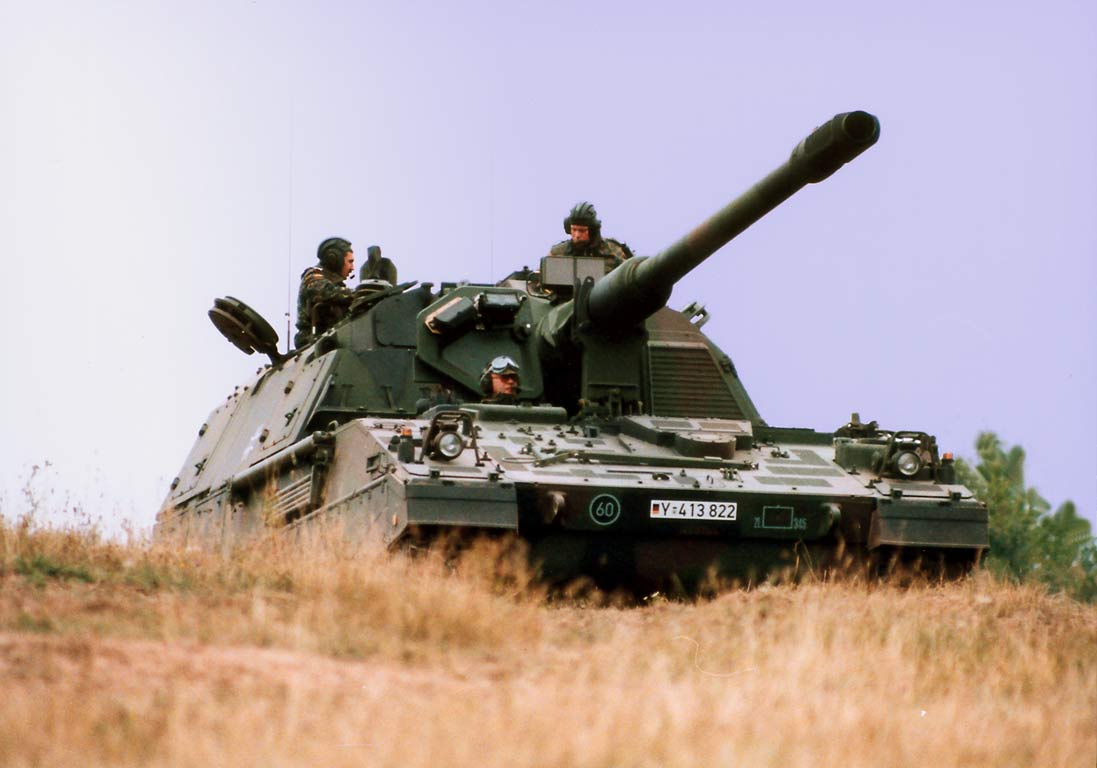
Vue frontale du même canon automoteur

Ordinateur de tir et de contrôle d'objectif

### caractéristiques techniques
|                         | Panzerhaubitze 2000                                                           |
| ----------------------- | ----------------------------------------------------------------------------- |
| Type                    | Obusier blindé                                                                |
| Équipage                | 3–5                                                                           |
| Moteur                  | MTU 881 Ka-500, moteur diesel à 8 cylindres turbocompressé                    |
| Performance             | 735 kW (1 000 ch)                                                             |
| Engrenage               | Hydromécanique, Renk HSWL 284-C avec 4 vitesses avant et 2 vitesses inversées |
| Châssis                 | suspension; barres de torsion                                                 |
| Longueur                | 11 669 mm                                                                     |
| Largeur                 | 3 500 mm                                                                      |
| Hauteur                 | 3 460 mm                                                                      |
| Garde au sol            | 440 mm                                                                        |
| Capacité de guéage      | 1 500 mm                                                                      |
| Dépassement de fossé    | 3 000 mm                                                                      |
| Capacité d’escalade     | 1 000 mm                                                                      |
| Pente                   | 60 %                                                                          |
| Pente transversale      | 30 %                                                                          |
| Masse au combat         | 55 800 kg 57 660 kg (avec blindage de toit supplémentaire)                    |
| Vitesse sur route       | 62 km/h                                                                       |
| Vitesse en tout-terrain | 45 km/h                                                                       |
| Réservoir               | 1 000 l                                                                       |
| Autonomie               | 420 km                                                                        |
| Obusier                 | 155-mm-Haubitze L/52, + Mitrailleuses MG3 de 7,62 mm (2 000 cartouches)       |
| Munition                | 60 obus                                                                       |
| Vitesse d'obusier       | ~1 000 m/s                                                                    |

| Type de munition                                                       | Nom de la munition |
| ---------------------------------------------------------------------- | ------------------ |
| Obus explosif (High Explosive)                                         | L15A1              |
| Obus d'entrainement (Dummy round)                                      | DM 20              |
| Obus explosif (High Explosive)                                         | DM 21              |
| Obus d'entrainement (Dummy round)                                      | DM 58              |
| Obus fumigène (Smoke)                                                  | DM 105             |
| Obus traçant (Tracer)                                                  | DM 106             |
| Obus explosif (High Explosive)                                         | DM 111             |
| Obus explosif (High Explosive)                                         | DM 121             |
| Obus fumigène infrarouge (Infrared Smoke)                              | DM 125             |
| Obus explosif (High Explosive)                                         | DM 131             |
| Projectile assisté par fusée (Rocket-Assisted Projectile - HE)         | DM 549A1           |
| Obus à sous-munitions d'entrainement (Bomblet dummy)                   | DM 608             |
| Obus cargo (Carrier projectiles)                                       | DM 642             |
| Obus cargo (Carrier projectiles)                                       | DM 652             |
| SMArt (Suchzünder-Munition für die Artillerie / Obus à sous-munitions) | DM 702             |
| Obus de précision                                                      | M982 Excalibur     |

## Variantes

### A0
Version d'origine, 185 obusiers ont été achetés pour la Bundeswehr, mais les besoins réels pour le service actif s'élevaient initialement à 153 unités. L'électronique à bord était composée du processeur Intel 80286 avec Windows 3.11 et de l'ordinateur MICMOS-32,.

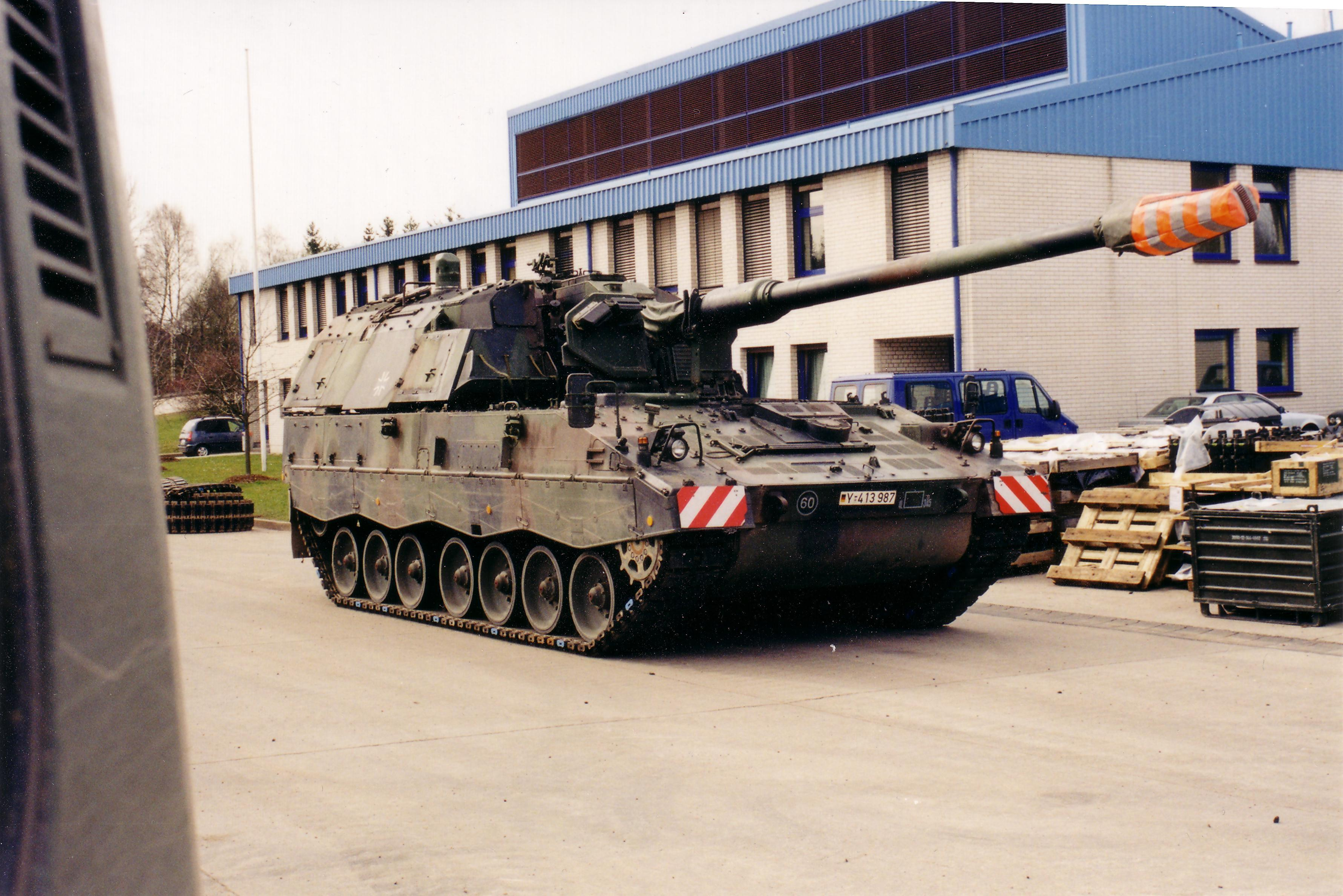
Panzerhaubitze 2000A0

### A1
À partir de 2002, les obusiers passent à une norme supérieure d'électronique à bord avec Windows 2000, l'ordinateur MICMOS-32 a été converti en ICOS-MCS 3520 et en moniteurs à écran tactile qui ont été combinés au MICMOS 2000. Ces nouvelles fonctionnalités font partie du système de contrôle et d'affichage BASys PzH 2000. En outre, l'ancien régulateur d'arrêt manuel pour l'entraînement de l'alimentateur GÜBA (Geschossübergabearm) a été remplacé par un régulateur automatique, un nouveau système de contrôle de la pression pour le système de chargement et un nouveau système de ceintures de sécurité pour le conducteur,.

Les obusiers ainsi modernisés sont désignés sous le nom de PzH 2000 A1. Ils ont tous été mis à niveau vers la configuration A1,.

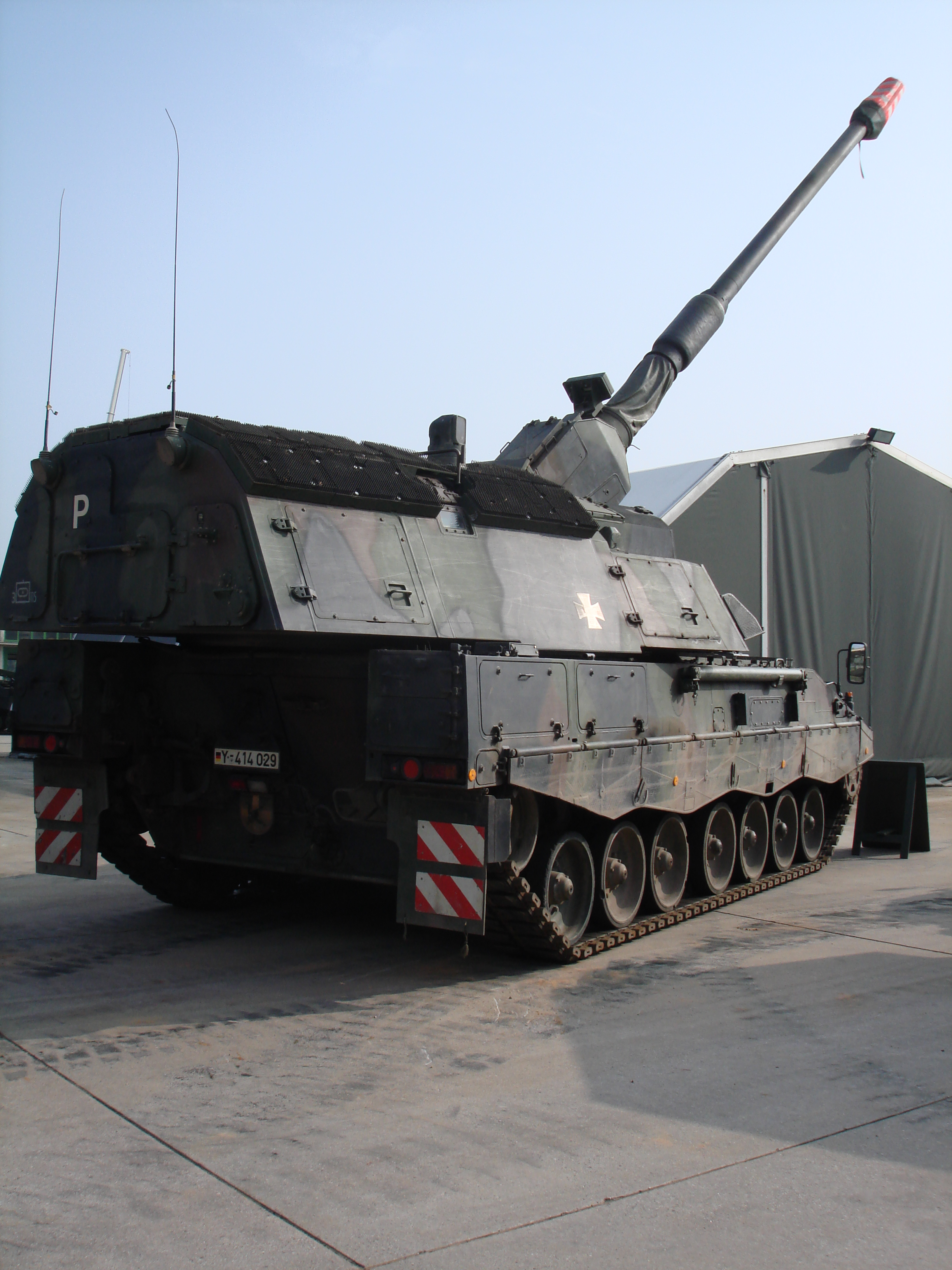
Panzerhaubitze 2000A1
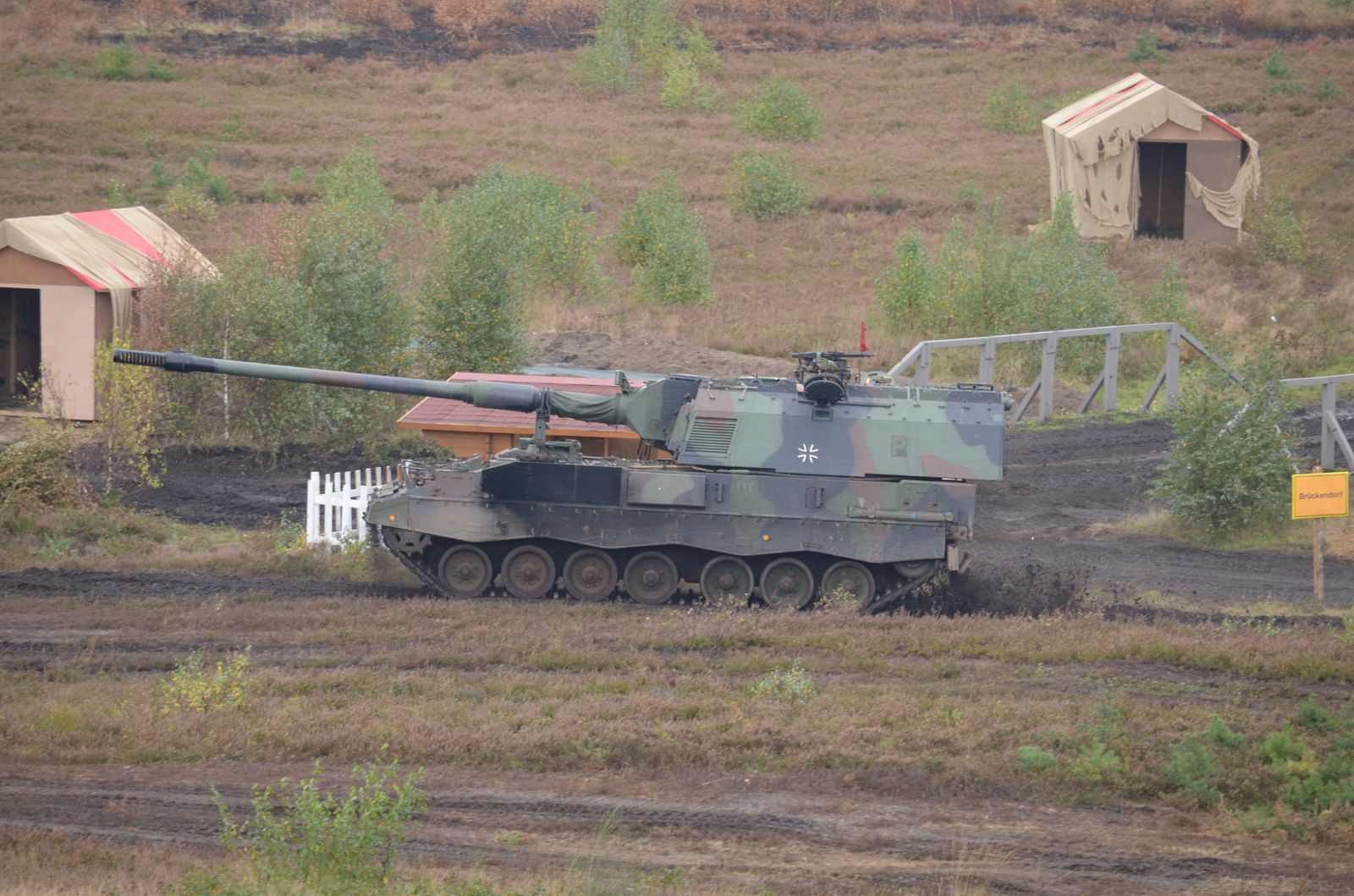
Panzerhaubitze 2000A1

### A2
En 2011, les deux véhicules (de la Bundeswehr) transportés en Afghanistan ont été mis au niveau A2 avec l'installation d'un système de refroidissement du compartiment de combat et d'un système de refroidissement de la charge propulsive (initialement sept obusiers, suivis de 27 autres en 2013). Un groupe électrogène SEA 8 kw plus puissant a également été installé. Le nouveau kit de camouflage mobile multispectral a été ajouté, ce qui a également permis de réduire l'échauffement des véhicules dû au soleil. Le camouflage mobile multispectral offre également une protection contre la détection par les radars de reconnaissance ou les capteurs de missiles guidés en phase finale dans la gamme de 1 à 100 GHz. Le camouflage mobile multispectral est également en cours d'acquisition pour les obusiers destinés à la Very High Readiness Joint Task Force (VJTF). La transmission de données pour le contrôle des tirs avec le système de commandement et de contrôle des tirs ADLER est utilisée depuis 2006 dans la version II et l'introduction de la prochaine version III est presque terminée.

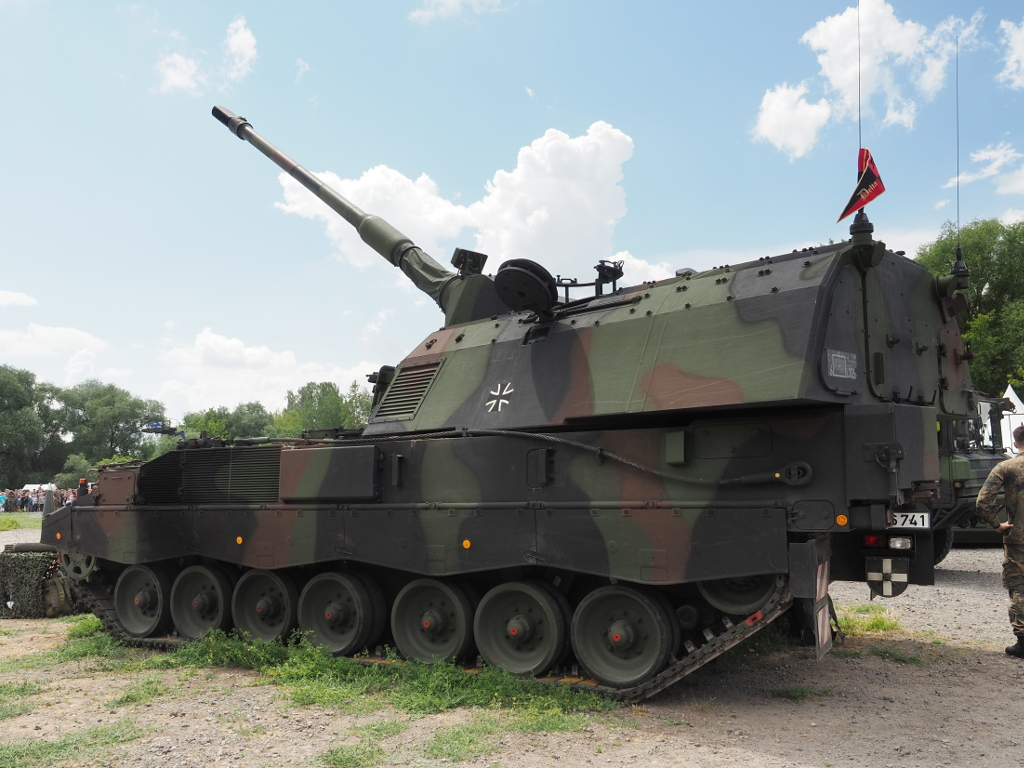
Panzerhaubitze 2000A2, différenciable par la porte de la caisse à l'arrière (APU), l'entrée d'air visible en haut à droite à l'arrière de la tourelle et du rectangle (boitier ?) sur le flanc arrière gauche de la caisse visible au-dessus de l'élingue.

Un système de refroidissement du générateur est également en cours d'installation, car la Panzerhaubitze 2000 est tributaire de l'approvisionnement en énergie électrique en raison de son haut degré de numérisation et d'automatisation de nombreuses fonctions et de la surveillance dans tous les modes de fonctionnement et d'exploitation. C'est surtout en mode d'exploitation, lorsque le moteur est éteint et que le générateur entraîné par le moteur n'alimente pas le système en courant électrique, qu'une source d'énergie externe est nécessaire. La batterie embarquée peut certes être utilisée à court terme, mais un groupe électrogène externe est indispensable à plus long terme.
Cet aspect avait déjà été pris en compte lors du développement du PzH 2000 et un espace avait été prévu dans la zone arrière droite de la coque de la niche à chenilles, dans lequel un groupe électrogène séparé pouvait être intégré.
Cependant, le groupe électrogène SEA 1,9 Kw, utilisé dans les forces armées allemandes depuis plus de 20 ans, était destiné à la série et devait être fourni pour chaque obusier livré. Malheureusement, les premiers mois de fonctionnement des obusiers nouvellement livrés ont montré un taux de défaillance accru de ces vieux générateurs. Le moteur diesel monocylindre qui les équipait tombait souvent en panne. Les autres pièces à remplacer étaient également obsolètes et ne pouvaient plus être achetées. Afin de ne pas perdre de temps au milieu de la livraison en série des 189 obusiers allemands, le client public a décidé de faire développer un nouveau système de générateur de puissance pour le PzH 2000. Comme la portée devait être attribuée au châssis, le contrat de développement a été attribué à Rheinmetall Landsysteme (RLS). 
Les principales exigences du cahier des charges étaient les suivantes : 
- Puissance électrique nettement supérieure à celle du SEA 1,9 kW.
- Solution de modernisation sans modification majeure du réservoir.
- Lorsque de faibles quantités d'électricité sont injectées dans le système, l'énergie excédentaire doit fournir une capacité de refroidissement.
- Le système devait fournir une pleine capacité de refroidissement même lorsque le système électrique était éteint, à la fois à l'arrêt et pendant la conduite.
- La capacité de refroidissement devait être inférieure à 28° C selon le CNET, tandis que la température souhaitée était inférieure à 19° C à 24° C selon le CNET. L'humidité relative ne devait pas descendre en dessous de 35% et ne pas dépasser 65%.

En bref : RLS s'est vu attribuer le contrat de développement d'un système de refroidissement de générateur.

## Variantes étrangères

### Panzerhaubitze 2000HEL
La Grèce est le premier pays à avoir signé un contract d'achat pour le PzH 2000. Il fut signé le 1er ou le 5 Juillet 2001 cela dépend des sources,.
La commande a été passée si tôt que la production des PzH grecs a pu être reliée à celle de la série allemande, qui devait être interrompue à la fin de l'année 2002. Ils furent livrés entre avril 2003 et avril 2004.
Le point de départ de l'équipement des PzH 2000HEL était l'état de conception - standard A0 - des Panzerhaubitze allemands au moment de la signature du contrat grec. Les systèmes radio et de communication de bord du pays ont été intégrés, la langue des affichages et de la signalisation a été modifiée, les types de munitions spécifiques ont été incorporés dans les ordinateurs balistiques et le système de gestion de ces munitions ; la peinture extérieure a été changée, et l'équipement personnel des soldats est rangé de manière constructive.
Les éléments spécifiques à la Grèce sont :
- Utilisation d'un autre intensificateur d'image pour la vision nocturne au poste de conduite
- Intégration d'un système d'extinction d'incendie dans la tourelle
- Introduction d'un appareil de commande du chef de pièce avec écran couleur
- Modification du calculateur de conduite de tir MICMOS
- Intégration d'un réticule modifié pour le viseur télescopique PzF TN 80
- Modification de l'affichage de la poignée directionnelle du conducteur
- Intégration d'un télémètre laser de plus grande taille
- Préparation de la mise à niveau des installations de refroidissement.

Le PzH 2000HEL dispose d'une optique de vision nocturne supplémentaire de Theon Sensors S.A. pour le conducteur, et d'une installation radio de données numérisées WISPR d'Intercom Defense Electronis. En outre, il ne possède pas d'APU.
L'armée grecque ne disposait pas à l'époque d'un système de commandement d'artillerie global. Le système de commandement et de contrôle d'artillerie (en anglais : Artillery Command and Control System (ACCS ) en cours de développement chez KMW a été développé et livré pour la Grèce. Une autre particularité était l'exigence de l'artillerie grecque de pouvoir agir contre des objectifs maritimes à partir de positions côtières. Dans ce but, plusieurs types de combat ont été définis en collaboration avec l'artillerie grecque et intégrés dans la conduite de tir du PzH 2000HEL.

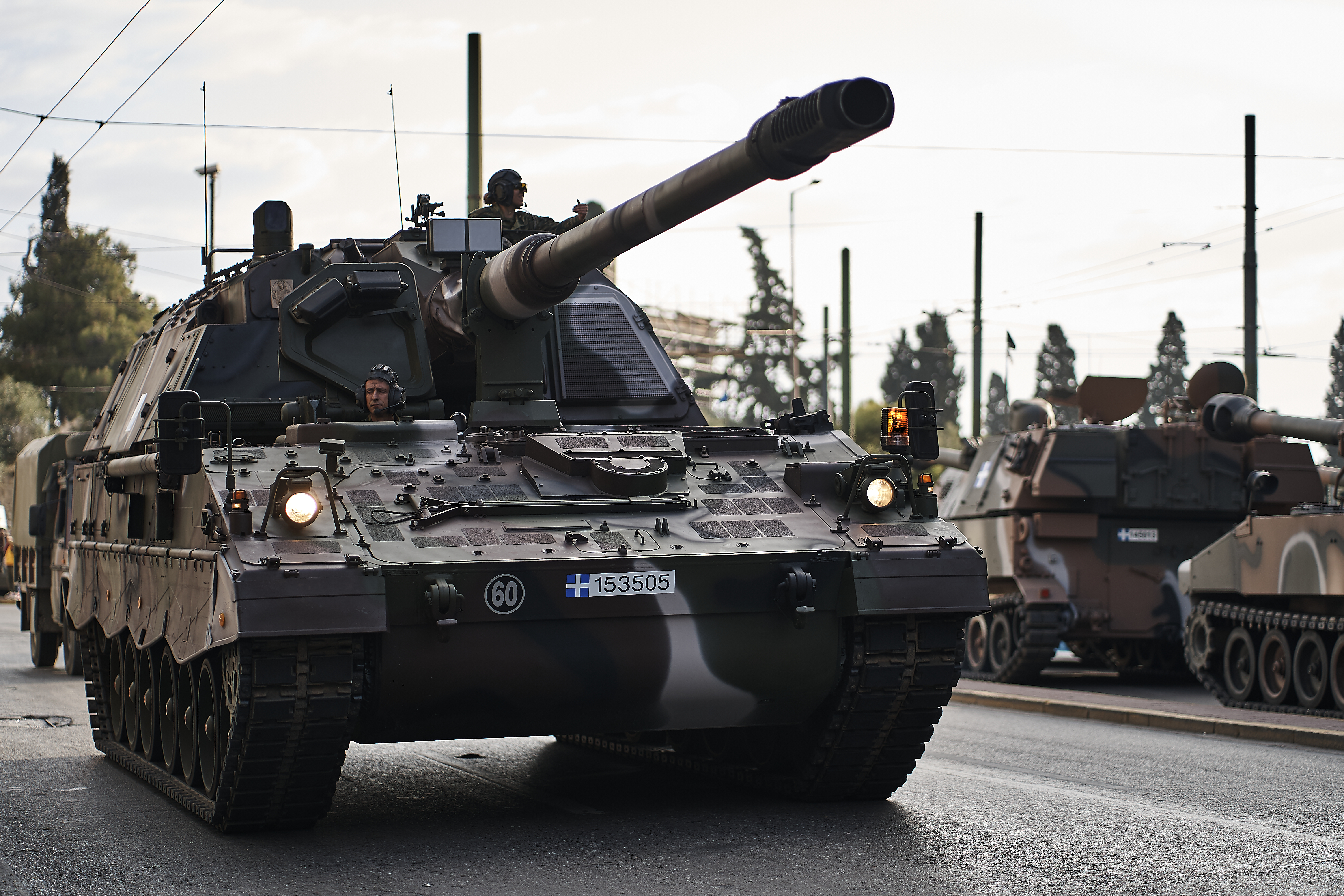
Panzerhaubitze 2000HEL

### Panzerhaubitze 2000IT
À la fin du programme trilatéral PzH70/SP70 en 1986, l'Italie avait déjà déclaré qu'elle ne souhaitait pas se lancer dans le développement d'un nouvel obusier automoteur. Elle souhaitait plutôt attendre le début des nouveaux développements dans les pays partenaires précédents, l'Angleterre et l'Allemagne et décider plus tard de l'acquisition de l'un des deux nouveaux canons. La décision a été prise plus tard en faveur du PzH 2000 Allemand et contre l'AS 90 Britannique, qui a été développé en parallèle en Angleterre. Les exigences italiennes prévoyaient une production en série en Italie afin d'assurer une part de production de 50 % à l'industrie italienne. Un consortium composé des sociétés FIAT/Iveco et OTO Melara, abrégé en CIO, a été formé en tant qu'entrepreneur général en Italie.
Les négociations sur la répartition des tâches entre l'entreprise générale italienne CIO et les entreprises allemandes - KMW pour la tourelle et le flux de munitions, MaK pour le châssis et Rheinmetall pour la masse réglable en hauteur - ont débuté en 1998 et se sont conclues en mars 2000 par la signature d'accords industriels. Ceux-ci constituaient à leur tour une condition préalable à une commande en série du gouvernement italien. Une fois les accords industriels conclus, CIO a demandé aux trois entreprises allemandes de lui fournir le cahier des charges correspondant. Une fois que CIO a reçu la commande pour l'acquisition du PzH 2000 pour les forces armées italiennes, des contrats de fourniture ont été conclus avec les entreprises allemandes. KMW a obtenu le contrat en décembre 2002. La commande de série prévoyait l'acquisition d'un total de 70 PzH 2000, dont deux pouvaient être prélevés sur le contrat de fourniture de série en cours du client allemand, en accord avec ce dernier et devaient être livrés à la fin de la série allemande. Les deux PzH 2000 allemands ont été utilisés en Italie pour des essais, des briefings initiaux et la formation des équipages italiens.
Comme la garantie de bloc était en cours en Allemagne au moment où la décision était prise en Italie et que les premiers résultats positifs étaient connus, la décision a été prise du côté italien de mettre en place une procédure similaire, au moins pour la période de production en série. Le processus a été baptisé "Global Maintenance".De 2005 à 2010, CIO a livré 68 PzH 2000 à l'armée italienne.
La conception et l'équipement des 68 obusiers de série fabriqués en Italie étaient basés sur la conception des canons qui devaient être livrés aux forces armées allemandes au moment de la conclusion du contrat, mais ils ont été adaptés aux exigences spécifiques de l'Italie dans les domaines suivants :
- Installation de radios italiennes et d'un système italien de communication à bord
- Connexion des obusiers au système de commandement italien C21 (commandement, contrôle, information) SIF/SIR (Selective Identification Feature et Specific Information Requirement)
- Signalisation et affichage en italien
- Intégration de nouveaux types de munitions dans le calcul balistique et la gestion des munitions
- Intégration d'un réticule modifié pour le viseur télescopique PzF TN 80
- Rangement pour l'équipement personnel de l'équipage
- Intégration d'un système de pots fumigènes GALIX en combinaison avec un système d'alerte laser
- Installation d'une nouvelle électronique de puissance (fabricant OTO Melara) pour le système de mise à niveau du canon

En outre, les canons italiens ont été équipés des développements en cours - le standard A1 - tels que le tir MRSI, la conversion du système d'exploitation MICMOS à Windows 2000, l'intégration du NABK (NATO Armaments Ballistic Kernel) dans l'ordinateur MICMOS et d'autres, dans certains cas en adaptant les canons livrés. Certains des véhicules livrés ont été transformés en tourelles d'entraîneurs et en chars école de conduite. Le programme de modification des 68 Panzerhaubitze 2000 de l'armée italienne, dirigé par l'Agence OTAN de soutien et d'acquisition (NSPA), a été achevé.
Les systèmes de refroidissement du générateur et de la soute élargissent la gamme d'applications pour les scénarios caractérisés par des températures élevées. Un système d'extinction d'incendie dans le compartiment de l'équipage augmente la sécurité de l'équipage. Un ensemble d'outils dans une "boîte de mise à feu" permet de nettoyer et d'entretenir les mécanismes de mise à feu pendant le fonctionnement. À la suite d'un concours, Krauss-Maffei Wegmann (KMW) a été chargé de l'exécution des travaux. Une coordination étroite et efficace entre les parties concernées a permis de mener à bien toutes les phases du projet d'ici l'été 2020, conformément aux exigences techniques et de qualité, aux délais et aux coûts définis. Les systèmes sont désormais opérationnels au sein de l'artillerie italienne sous la désignation PzH 2000M.
Semovente PzH 2000 est la désignation italienne et Panzerhaubitze 2000IT est la désignation allemande, constructeur et de l'OTAN. Seul le livre donne la désignation PzH 2000M.

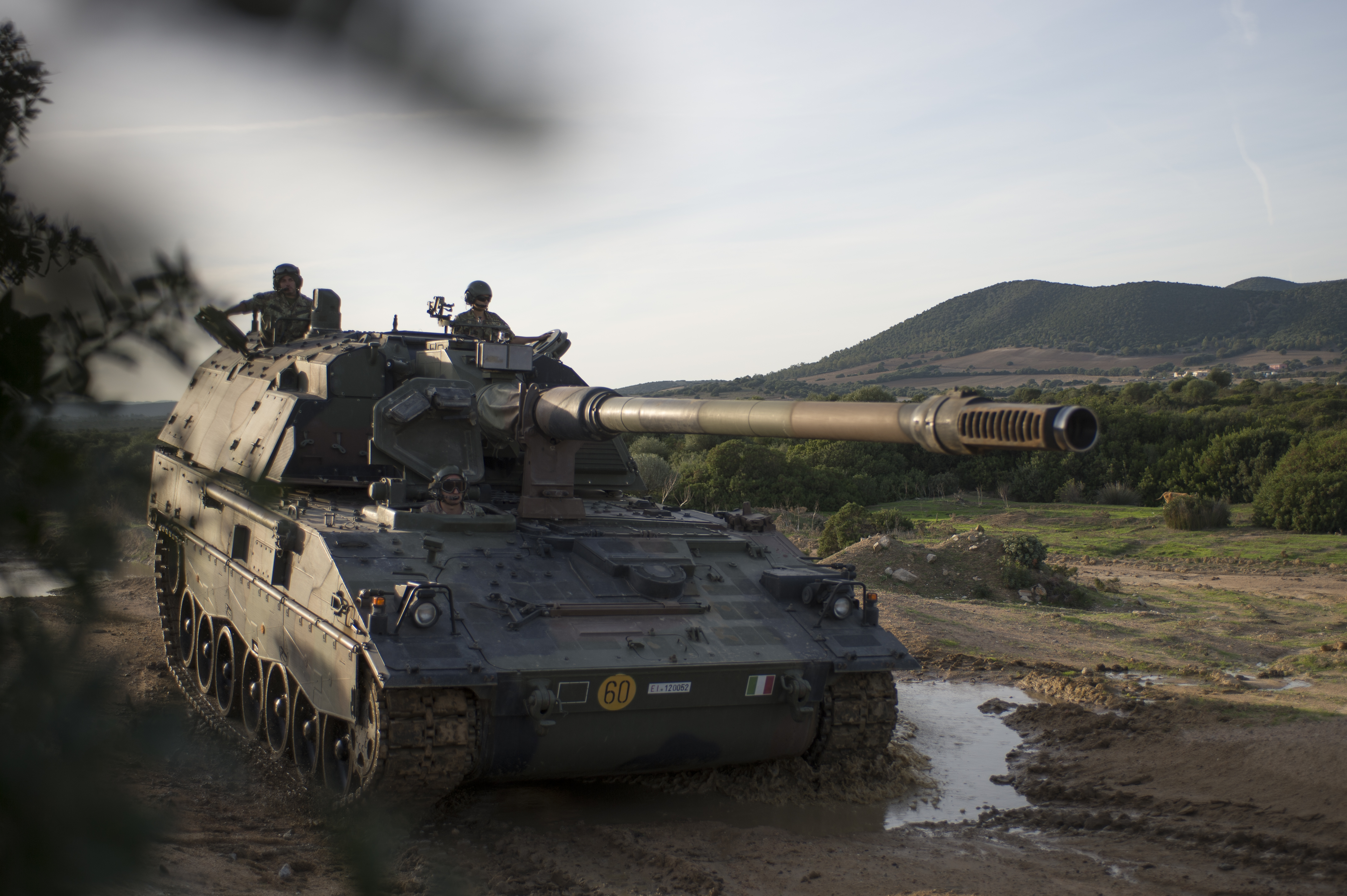
PzH 2000A1 IT

### Panzerhaubitze 2000NL
Les Pays-Bas avaient décidé d'acquérir le PzH 2000 après une compétition interne en 2001. Le PzH 2000 s'était ainsi imposé face aux trois autres concurrents ; l'AS 90 Britannique, le M109A6 Paladin Américain et le Denel G6 Rhino Sud-Africain,.
La commande auprès de KMW pour la livraison de 57 obusiers au total a été passée le 1er mai 2002. Deux PzH 2000 ont été livrés en 2004, les 55 autres de 2005 à 2009.
Le niveau de construction et d'équipement des 57 obusiers de série était basé sur le niveau de construction de l'époque - au niveau des PzH 2000A1 - des pièces à livrer à la Bundeswehr, en vigueur au moment de la conclusion du contrat, mais a été adapté aux exigences spécifiques des Pays-Bas. En raison de la réorganisation des forces armées néerlandaises, les besoins ont été réduits à 39 obusiers.
Comme pour l'Italie, des installations radio et de traitement de l'information propres au pays ont été installées, la langue sur les écrans et les ordinateurs de balistique et la gestion des munitions ont été intégrées, la peinture extérieure a été modifiée et l'équipement personnel des soldats a été rangé de manière constructive. Ce type de modifications est la règle pour toutes les versions destinées à l'exportation.
Les spécificités NL étaient les suivantes :
- Un autre amplificateur d'image pour la vision nocturne au poste de conduite
- Appareil de commande du chef de pièce avec écran couleur
- Modification du calculateur de conduite de tir MICMOS
- Changement de mitrailleuse pour une FN Mag
- Équipement des installations de refroidissement de l'espace de combat et de la chambre de charge propulsive
- Nouvelle électronique de puissance pour le système de pointage de l’arme
- Modification de l'affichage de la poignée directionnelle du conducteur

L’armée néerlandaise entreprend une modernisation de leur Panzerhaubitze 2000NL, la modernisation dite “midlife update” (MLU ou en français mise à jour de mi-vie) permettra une capacité de déploiement jusqu’en 2040. Le budget a loué est d’une fourchette de 50 et 250 millions d’euro.
La modernisation se concentre principalement sur l’électronique :
- Remplacement de Windows XP par Windows 10
- Modernisation des autres appareils électroniques
- Nouveau système d'arme doter d'un nouveau système de climatisation comprenant, une ventilation, un système de refroidissement et un autre de chauffage
- Une nouvelle alimentation électrique (APU?)
- Nouvel équipement de vision nocturne
- Une amélioration du blindage du toit
- Une amélioration du système de chargement des munitions

Krauss-Maffei Wegmann construit un prototype qui sera disponible pour des essais en 2025. Les premiers véhicules modernisations devraient être achevées en 2028.
Pantserhouwitser 2000NL est la désignation néerlandaise et Panzerhaubitze 2000NL est la désignation allemande, constructeur et de l'OTAN.

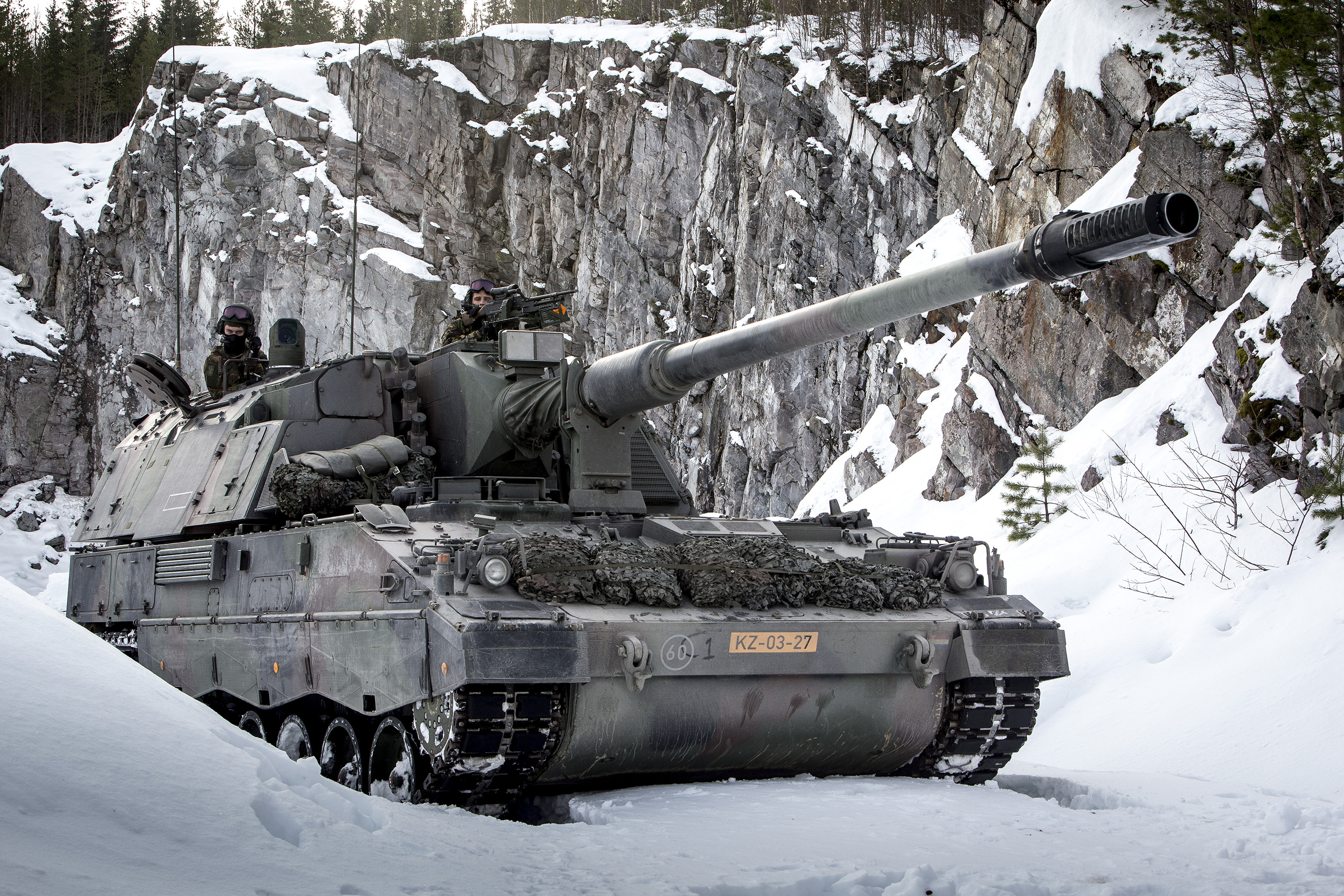
PzH 2000A1 NL

### Panzerhaubitze 2000HRV
Le 5 décembre 2014, le ministre croate de la Défense Viktor Koprivnjak et le directeur exécutif de la commission de la défense du Bundestag et ses prédécesseurs (en allemand : Der Bundestagsausschuss für Verteidigung und seine Vorläufer) Helmut Richter ont signé l'accord sur l'acquisition de PzH 2000. La signature de cet accord garantira l'achat de douze PzH 2000 pour l'armée croate, exemplaires d'occasion de PzH 2000 provenant des stocks de la Bundeswehr,.
Le 7 Avril 2017, les deux premiers PzH 2000 ont été livrés à l'armée croate.
Un petit nombre de PzH 2000 est utilisé pour l'approvisionnement en pièces de rechange.

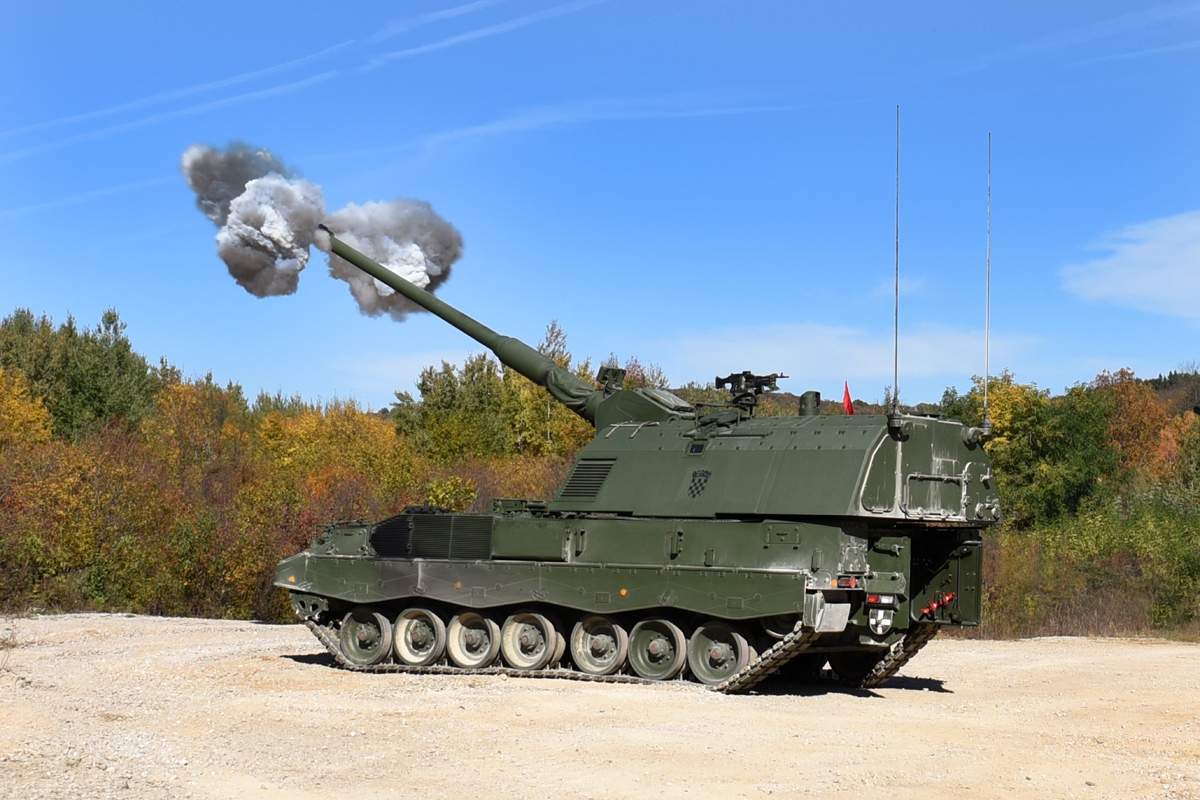
PzH 2000A1 HRV

### Panzerhaubitze 2000LTU
En février 2015, le ministre lituanien de la Défense Juozas Olekas , a déclaré que son pays avait l'intention d'acheter des PzH 2000 à l'Allemagne. En avril 2015, le gouvernement fédéral Allemand a confirmé que douze exemplaires d'occasion de PzH 2000 provenant des stocks de la Bundeswehr devaient être livrés à la Lituanie. L'accord portait finalement sur 21 obusiers. Outre les PzH 2000, le contrat comprenait également la livraison de 26 M577 (A2 GE ou A3 GE) et de six Bergepanzer 2.
Le 14 décembre 2018, les deux premiers PzH 2000 ont été livrés au bataillon d'artillerie Général-Romualdas-Giedraitis (lt),. En 2019, la Lituanie a introduit le système de commandement de l'artillerie ADLER III.
À la mi-mars 2022, l'Agence OTAN de soutien et d'acquisition (NSPA) a livré aux forces armées lituaniennes le dernier obusier automoteur PzH 2000 remis à neuf.
Un petit nombre de PzH 2000 est utilisé pour l'approvisionnement en pièces de rechange.

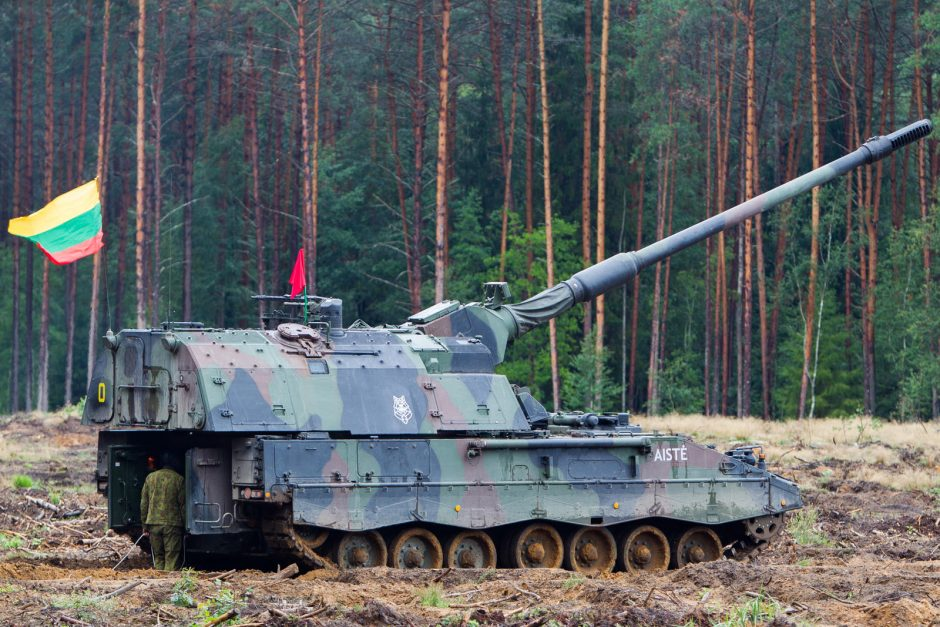
PzH 2000A1 LTU

### Panzerhaubitze 2000Q
En avril 2013, le Qatar a commandé à KMW la livraison de 24 PzH 2000. Le Conseil fédéral de sécurité avait déjà approuvé la livraison en mai 2009. Le niveau d'équipement des PzH qataris est basé sur le niveau de construction construit pour les Pays-Bas en 2009, mais avec des modifications présentes sur les PzH 2000A2 sortant l'année du contrat.
Outre les adaptations nécessaires des niveaux de technologie, les modifications suivantes ont été apportées :
- Mise en place d'une nouvelle protection de toit légère
- Calculateur de conduite de tir Centurion 17 au lieu de MICMOS
- Système de refroidissement supplémentaire du compartiment de l'équipage MRKA II
- Caméra conducteur SPECTUS
- Système de camouflage Saab Barracuda
- Protection thermique Cool Cam

Le système de visée et de navigation SIGMA 30 de SAGEM a également été intégré à la place du système MAPS. La technique de gyroscope laser numérique assure une détermination précise des données de destination, même sans GPS si nécessaire. A cela s'ajoutent :
- Système de guidage d'artillerie basé sur le système ACCS de KMW
- Véhicules COBRA (Counter Battery Radar)
- Système météo embarqués sur les poids lourds pour l'enregistrement les conditions météorologiques pour le calcul de la conduite de tir.

### Panzerhaubitze 2000HU
En décembre 2018, la Hongrie a commandé à KMW, la livraison de 24 PzH 2000.
Le niveau d'équipement des pièces hongroises est basé sur le niveau de construction construit pour le Qatar. Outre les adaptations nécessaires du niveau technologique, les modifications suivantes ont été apportées au niveau de l'équipement :
- 2 coffres de rangement supplémentaires sur la tourelle
- Boîtiers de charge USB
- Système de suppression d'incendie pour le poste d'équipage

En plus des canons, sont également livrés :
- Un système de guidage de l'artillerie basé sur le système ACCS de KMW
- Un système météo sur camion
- Véhicules auto-école

Dans la nuit du 10 août 2022, le premier Panzerhaubitze 2000 fût livré à la caserne György Klapka à Tata.

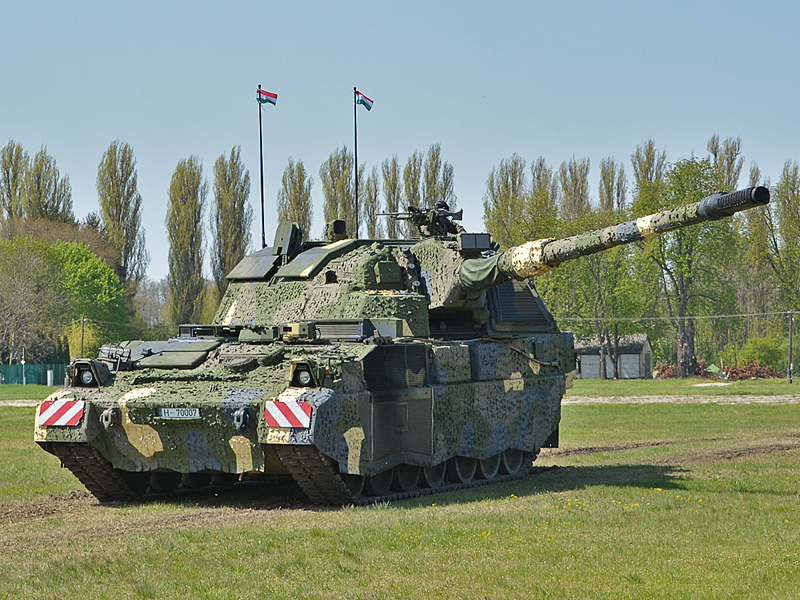
PzH 2000A2 HU

## Déploiements opérationnels

### Mission de combat dans la Bundeswehr
En réaction aux attaques des talibans contre les unités de la Bundeswehr le 2 avril 2010, dans lesquels trois soldats furent tués, le ministre allemand de la Défense Karl-Theodor zu Guttenberg a demandé "des armes lourdes pour l'Afghanistan". En mai 2010, la Bundeswehr transféra trois Panzerhaubitze 2000 en Afghanistan, dont la disponibilité opérationnelle a été établie jusqu'à fin juin de la même année.
Dans le cadre d’un tir d’exercice destiné à déterminer les valeurs de tir exactes sur place et à des fins de "Show of Force" (démonstration de force), 20 obus de différents types de munitions furent tirés explosives, éclairante et des obus fumigènes (DM 105).
Le 10 juillet 2010, les obusiers ont été utilisés pour la première fois dans le Artillerielehrregiment 345 de Kusel pour permettre la récupération d'un véhicule de la Bundeswehr endommagé lors d'une attaque à l'IED. Cinq tirs furent réalisés.

Deux autres pièces au standard A2 ont suivi début 2011.

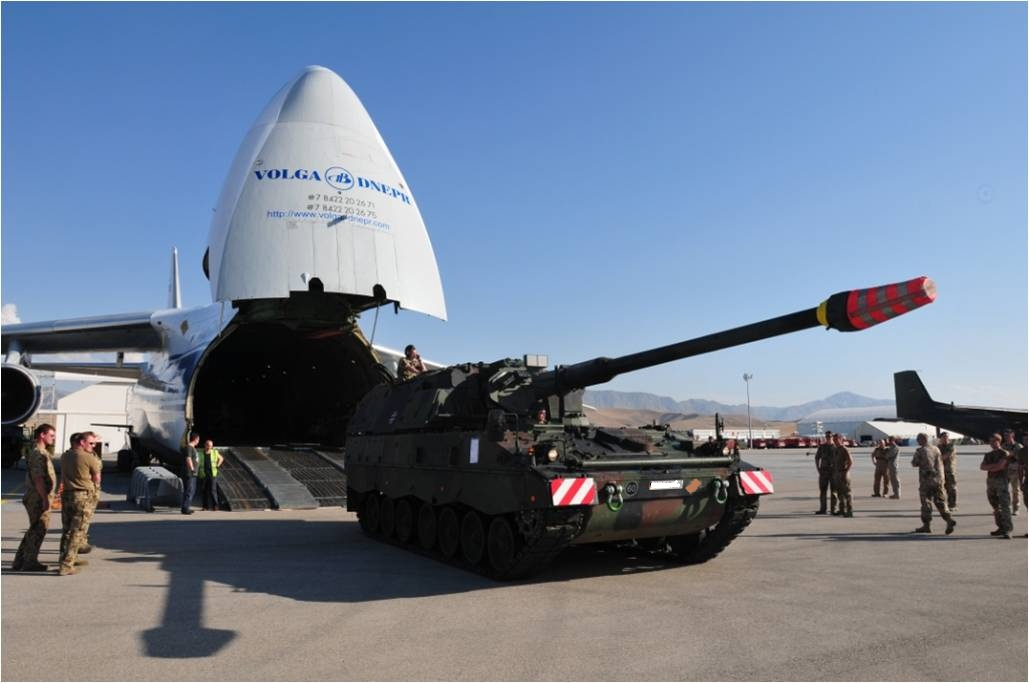
PzH 2000 en Afghanistan
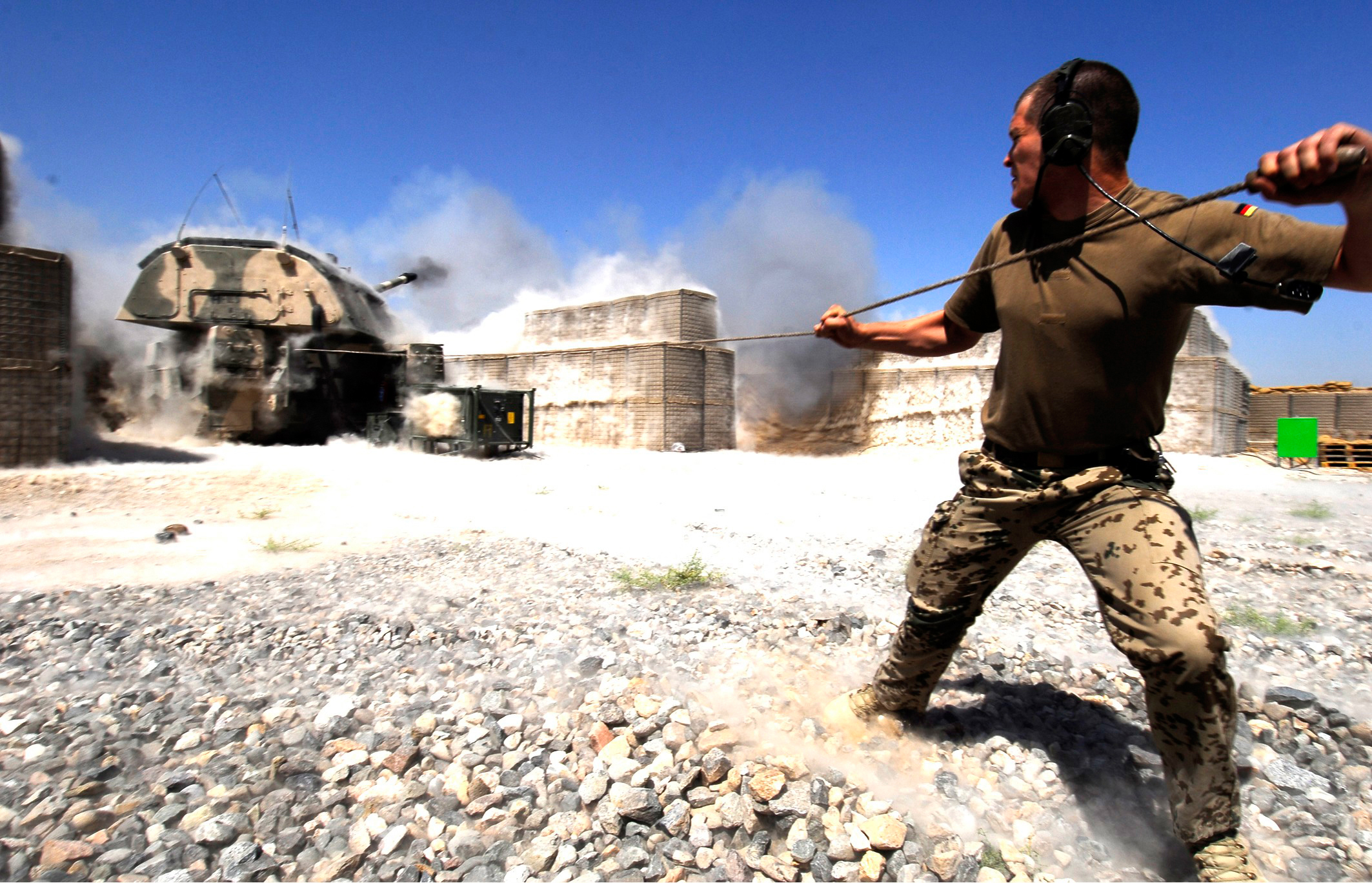
PzH 2000 en Afghanistan

### Mission de combat dans la Koninklijke Landmacht
Les Panzerhaubitze 2000NL sont les premiers à voir le combat en Afghanistan, en 2006 trois obusiers fût déployé pour l'Operation Medusa par l'armée Néerlandaise et en 2007 durant la bataille de Chora, afin de soutenir les forces de la coalition.

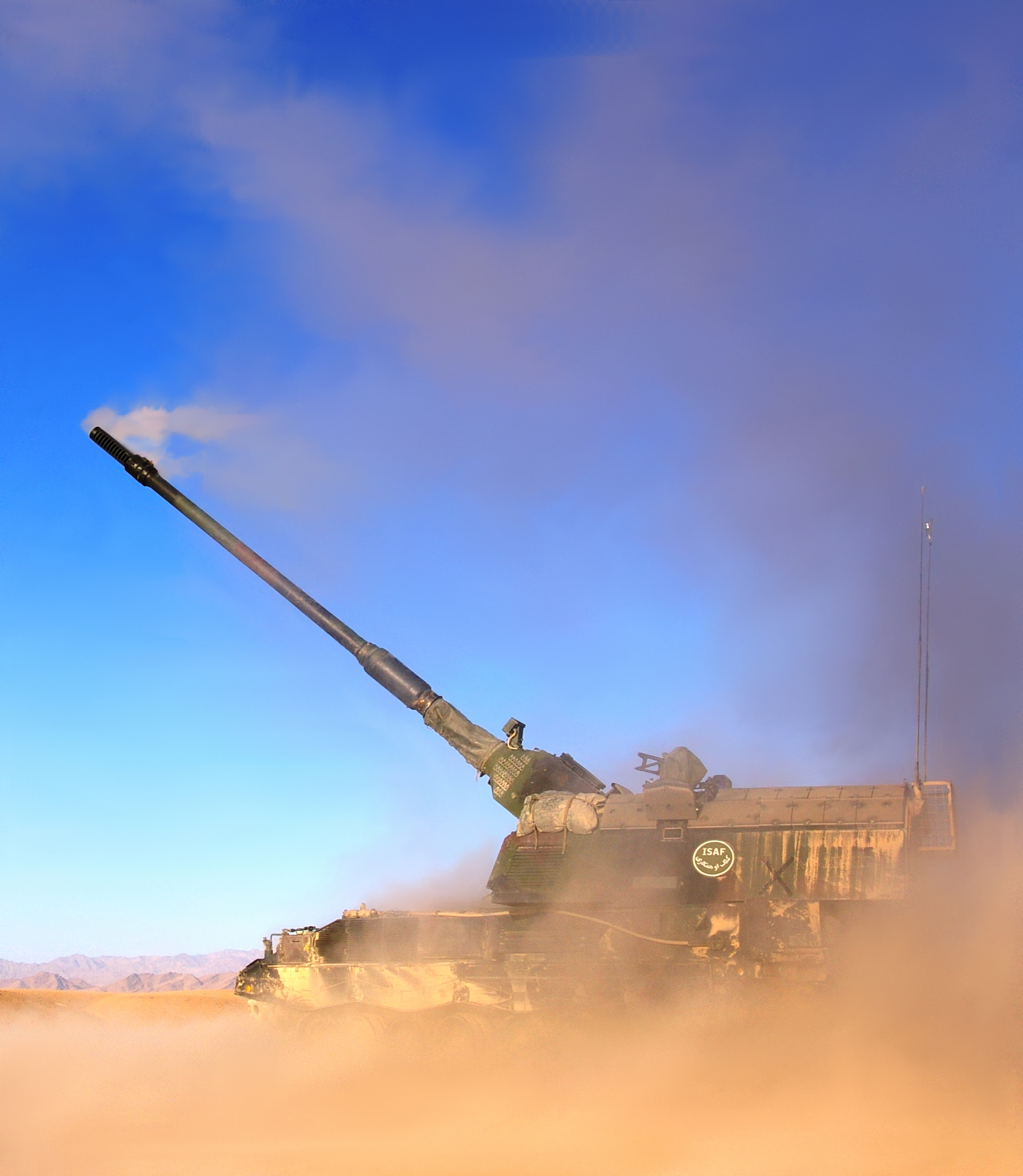
Panzerhaubitze 2000NL tirant sur les positions des Talibans à Chora, le 16 juin 2007

D'après les différents rapports les PzH auraient tiré ensemble plus 4000 obus durant l'Opération Medusa et se sont avérés très efficace combiné à l'appui aérien rapproché durant la bataille de Chora.

### Déploiement dans l'armée ukrainienne
Le mardi 21 juin 2022, les 12 premiers – 7 allemands et 5 néerlandais – PzH 2000 provenant d'Allemagne furent livrés et déployés.
Seules deux brigades utilisent le Panzerhaubitze, la 43e brigade d'artillerie, équipée en février 2023, et la 26e brigade d'artillerie, équipée dès les premières livraisons en 2022,.

#### 2022
Certains PzH 2000 ont dû être réparés fin juin et juillet.
Le 16 septembre 2022, le ministère de la Défense Lituanien poste sur Twitter (désormais X) une photo avec trois obusiers sur des porte-chars, qui aurait été endommagés. Le 29 octobre 2022, le même ministère publie trois photos de deux obusiers également sur des porte-chars, qui aurait également été endommagés,,.

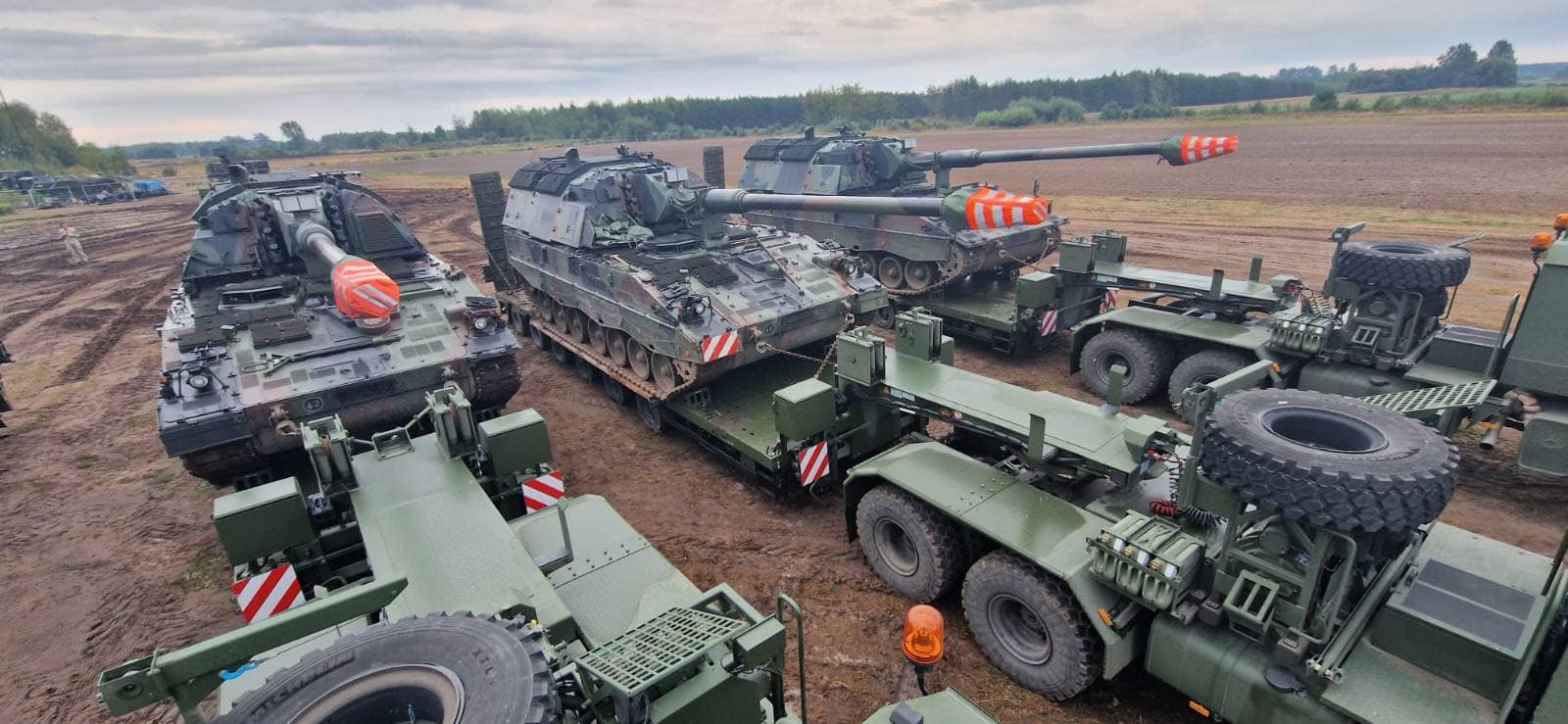
PzH 2000 ukrainien

Le ministère de la Défense Lituanien annonce sur Twitter le 3 décembre 2022, que deux obusiers furent réparés et retransféré à l'Ukraine.
Le 31 octobre, le porte-parole du ministère de la Défense, le lieutenant-général Igor Konashenkov, annonce que les forces armées russes ont détruit un Panzerhaubitze 2000 dans la région de Kherson, cependant aucune perte ne fût déclarée par l’armée ukrainienne.
En novembre, deux photos sont apparues sur Twitter, montrant un PzH avec des dégâts mineurs,.

#### 2023
La 43e brigade a engagé ses PzH 2000, lors de la bataille de Soledar. Elle a tiré notamment des obus SMArt 155 (DM702A1) durant la bataille,.
Le 11 avril 2023, la 43e brigade poste sur sa page Facebook une vidéo montrant la destruction de deux chars russes par les PzH 2000 près de Lyman dans l’oblast de Donetsk.
La 26e brigade a, elle, engagé ses PzH 2000 près de Bakhmout dans l'oblast Donetsk.
Le 5 mai 2023, la 43e brigade poste sur sa page Facebook une vidéo montrant une compilation de destruction de cible ennemies.

#### 2024
Le 30 janvier, une vidéo prise d'un drone russe est publiée sur X montrant ce qui pourrait être un PzH 2000 touché par un drone suicide. Le drone semble avoir explosé trop tôt et n'a pas fait de dégâts majeurs,.

## Opérateurs
- Allemagne : En date de 2016, sur 185 perçus au total, 123 en parc, dont 61 à disposition et 41 en service[49] (15 livrés à la Croatie et 21 à la Lituanie).
- Croatie : douze exemplaires d'occasion (ex-allemands) sont perçus à partir d'octobre 2015, trois autres servent de pièces de rechange[50],[51],[52],[53],[54].
- Grèce : 24 perçus au total[55].
- Hongrie : 24 commandés en décembre 2018[56],[57],[58].
- Italie : 70 perçus au total.
- Lituanie : vingt et un exemplaires d'occasion (ex-allemands) sont commandés le 29 septembre 2015 pour livraison entre 2016 et 2019 pour 58,3 millions d'euros. Seize seront opérationnels, deux sont réservés pour l'entraînement, trois pour pièces de rechange[59],[60],[61].
- Pays-Bas : 64 perçus.
- Qatar : vingt-quatre sont commandés en 2013. Les premières livraisons interviennent en octobre 2015[62],[63].
- Ukraine : 8 fournis par les Pays-Bas en avril 2022 aux Forces de frappes et d'artilleries ukrainiennes lors de l'invasion de l'Ukraine par la Russie et 7 annoncés par l'Allemagne début mai 2022[64]. Fin juillet 2022, l'Allemagne annonce la vente de 100 unités supplémentaires à l'Ukraine pour un montant estimé à 1,7 milliard d'euros[65] et certains fournis par l'Italie[66]. En août 2024, l'Ukraine dispose d'un minimum de 46 pièces (32 allemandes, 8 hollandaises et 6 italiennes)[67]. En service dans les 26e brigade et 44e brigade d'artillerie[68].

| Opérateurs en avril 2023 | Nouvelle commande | Livré | Acheté d'occasion [ + ] Vendu d'occasion [ - ] | Reçu [ + ] Donation [ - ] | Propriétaire |
| ------------------------ | ----------------- | ----- | ---------------------------------------------- | ------------------------- | ------------ |
| Allemagne                | 197               | 185   | -37                                            | -14                       | 134          |
| Italie                   | 70                | 70    | –                                              | -6                        | 64           |
| Pays-Bas                 | 57                | 57    | –                                              | -8                        | 49           |
| Grèce                    | 24                | 24    | –                                              | –                         | 25           |
| Croatie                  | –                 | –     | 16                                             | –                         | 16           |
| Lituanie                 | –                 | –     | 21                                             | –                         | 21           |
| Hongrie                  | 24,               | 10    | –                                              | –                         | 10           |
| Qatar                    | 24                | 24    | –                                              | –                         | 24           |
| Ukraine                  | 100,              | –     | –                                              | 28                        | 28           |
| Total                    | 497               | 371   | 0                                              | 0                         | 371          |

### Offres non retenues
- Suède - La Suède a également manifesté un intérêt certain pour l'achat de la Panzerhaubitze 2000. Entre mai et juin 1996, l'armée suédoise a testé le PzH 2000 comme alternative potentielle aux systèmes stationnaires de défense côtière. L'engagement de cibles maritimes a été couronné de succès. De 2001 à 2003, d'autres essais ont suivi lors de la démonstration d'artillerie ARTDEMO, à laquelle le PzH 2000 a participé avec l'AS90 Braveheart pour trouver un successeur adéquat au Bandkanon 1A de 155 mm, devenu obsolète. L'Agence suédoise du matériel de défense a effectué un essai comparatif de tir réel en novembre 2002 sur le terrain d'essai de Vidsel. Les essais ont porté sur des munitions à longue portée et 19 projectiles ont pu être tirés à des distances supérieures à 42 km. Malgré l'intérêt certain de la Suède pour le PzH 2000, la décision finale a opté pour le système d'artillerie Archer de 155 mm[71].

- Finlande - Le PzH 2000 a réussi à s'imposer lors d'une nouvelle compétition, cette fois-ci à l'invitation du ministère finlandais de la Défense. Entre février et mars 2000, deux PzH de série ont été testés contre un AS90 Braveheart et deux canons automoteurs slovaques L45 Zuzana (8x8) de 155 mm dans la région finlandaise de Rovajarvi. Malgré l'intérêt de la Suomen maavoimat et le résultat positif de la compétition, il n'y a jamais eu d'achat[71].
- Norvège - La Norvège avait également l'intention d'acheter le PzH 2000. Au total, 18 canons automoteurs étaient prévus pour renforcer l'artillerie de l'armée norvégienne. Les véhicules devaient être des véhicules nouvellement construits dans le cadre du contrat néerlandais, après que l'armée royale néerlandaise eut revu à la baisse son chiffre initial. Pour réduire les coûts au minimum, la Norvège a opté pour un accord de troc en livrant une batterie du système norvégien de missiles de défense aérienne NASAMS. Cependant, en septembre 2004, la Norvège s'est retirée de tous ces projets lorsqu'elle a déclaré que le PzH 2000 était trop maladroit pour la doctrine défensive norvégienne[71]. En décembre 2013, la Norvège se retire de la collaboration avec la Suède en vue de l'achat d'obusier Archer, par la suite elle lance son propre processus d'acquisition sous le nom de projet VIDAR (Versatile InDirect ARtillery system). La Norvège souhaitait acquérir 24 obusiers automoteurs pouvant être opérationnel d'ici 2020 afin de remplacer ses M109A3GN acquît en 1969. Une des principales exigences étaient d'avoir une capacité de tirer jusqu'à 40km. Des tests fût effectué par l'Agence norvégienne du matériel de défense (Forsvarmateriell) avec différents véhicules entre 2016 et 2017. Les différents véhicules testé était les suivants, le CAESAr de Nexter, le M109 KAWEST (une version améliorer et moderniser du M109A2 par RUAG), le K9 Thunder de Hanwah et le Panzerhaubitze 2000 de KMW. Le K9 Thunder a gagné l'appel d'offre[72],[73],[74].
- Australie - Dans le cadre de son important programme de modernisation LAND 17. L'Australie recherche depuis 2006 un système d'artillerie moderne capable de s'intégrer dans un réseau numérique avec d'autres systèmes d'armes australiens. L'objectif est de remplacer les anciens systèmes d'artillerie tractés tels que les obusiers de campagne M198 de 155 mm et L119 de 105 mm entre 2011 et 2013. Pour trouver un successeur, des essais approfondis ont été menés à l'école australienne d'artillerie de Puckapunyal et sur un champ de tir près de la ville de Woomera, dans le sud de l'Australie. Outre le Panzerhaubitze 2000 allemand, un K9 Thunder de Hanwha Aerospace a été testé. Un Archer de BAE Systems AB, un CAESAr de Nexter et un M777 remorqué de BAE Systems ont tous participé à l'exercice. Une décision devrait être prise en 2009[9].
- Turquie - À la fin des années 1990, la Turquie a manifesté un vif intérêt pour le PzH 2000. L'armée turque a annoncé l'achat d'un nombre impressionnant de 300 pièces qui seront construites sous licence en Turquie. Pour des raisons politiques, il a toutefois fallu décliner cette offre. La Turquie a ensuite commandé un total de 350 canons automoteurs T-155 Firtina entre 2001 et 2006, une version sous licence du K-9 sud-coréen. Le T-155 Firtina est équipé du même moteur que le PzH 2000, le MTU MT 881 Ka-500[9].